# Feuille fédérale

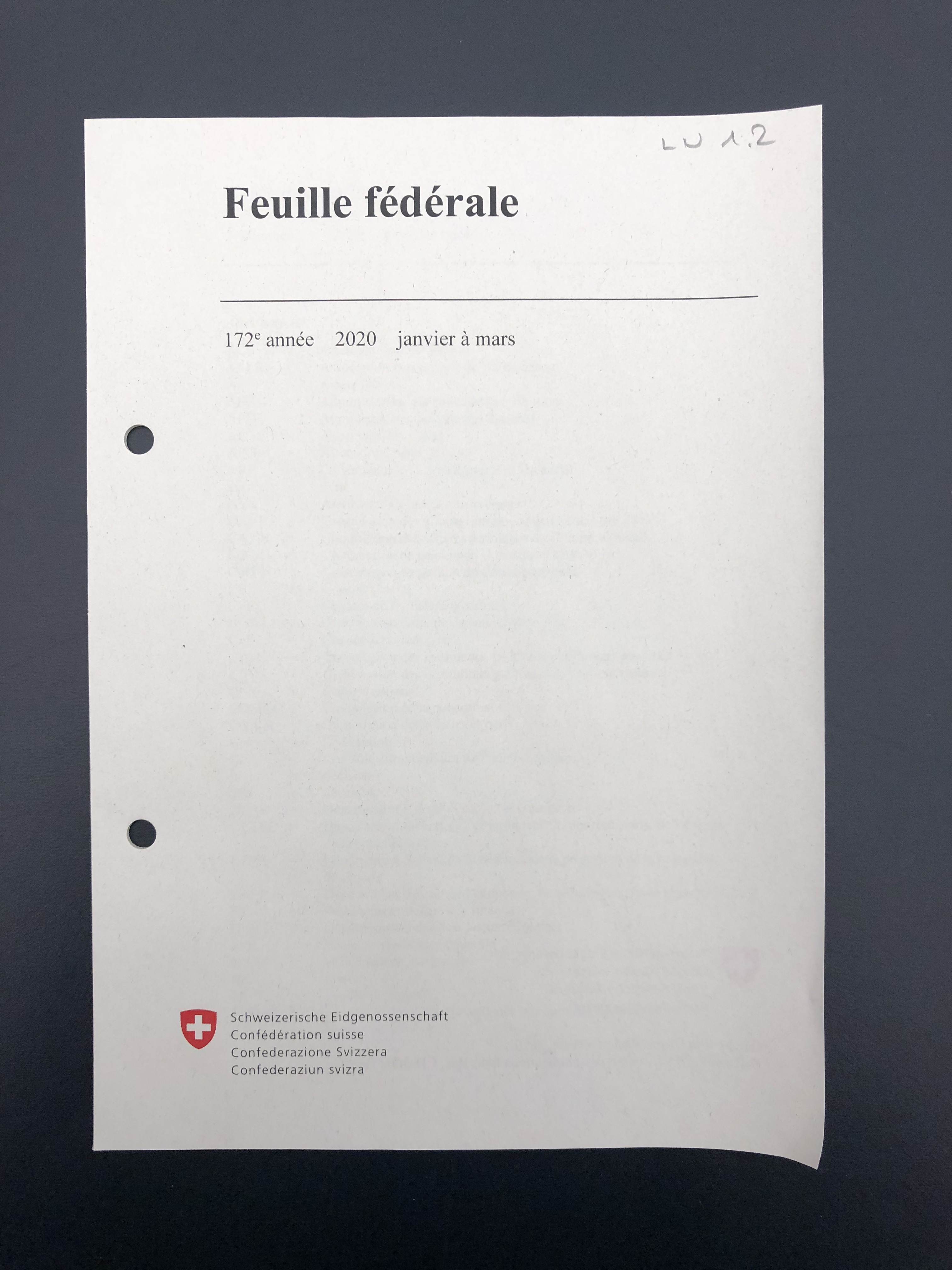
Page de garde de la Feuille fédérale de janvier à mars 2020.

La Feuille fédérale (FF ; en allemand Bundesblatt BBl, en italien Foglio federale FF et en romanche Fegl uffizial federal FF) est une publication officielle hebdomadaire suisse.

## Contenu
Publiée par la Chancellerie fédérale, la Feuille fédérale contient, selon l'article 13 de la loi sur les publications officielles, l'ensemble des messages et rapports du Conseil fédéral et de l'Assemblée fédérale, les arrêtés fédéraux et lois fédérales sujets au référendum, ainsi que différentes instructions et communications des autorités fédérales. Elle est publiée en allemand, français et italien.

## Distribution

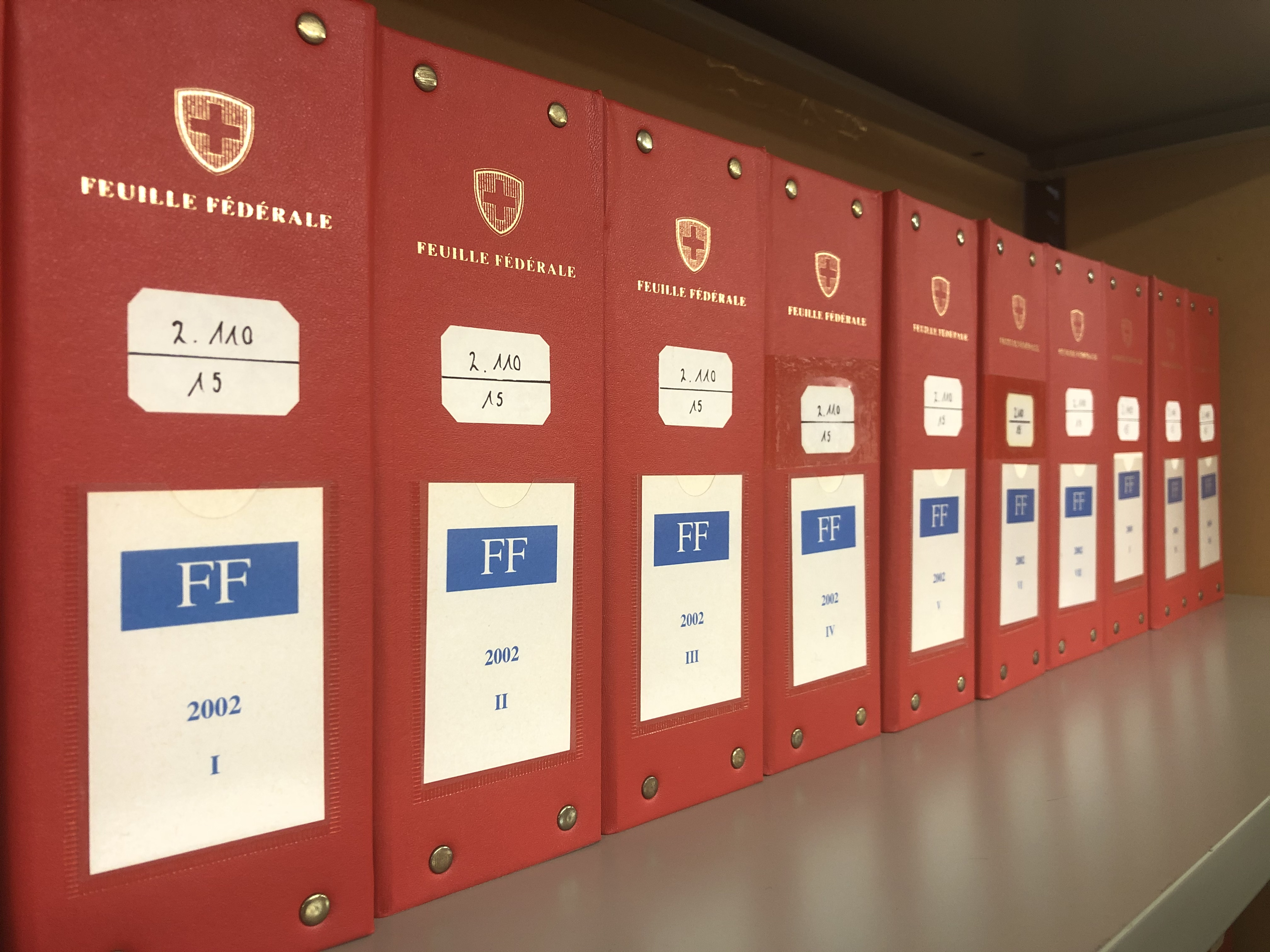
Classeurs contenant la Feuille fédérale

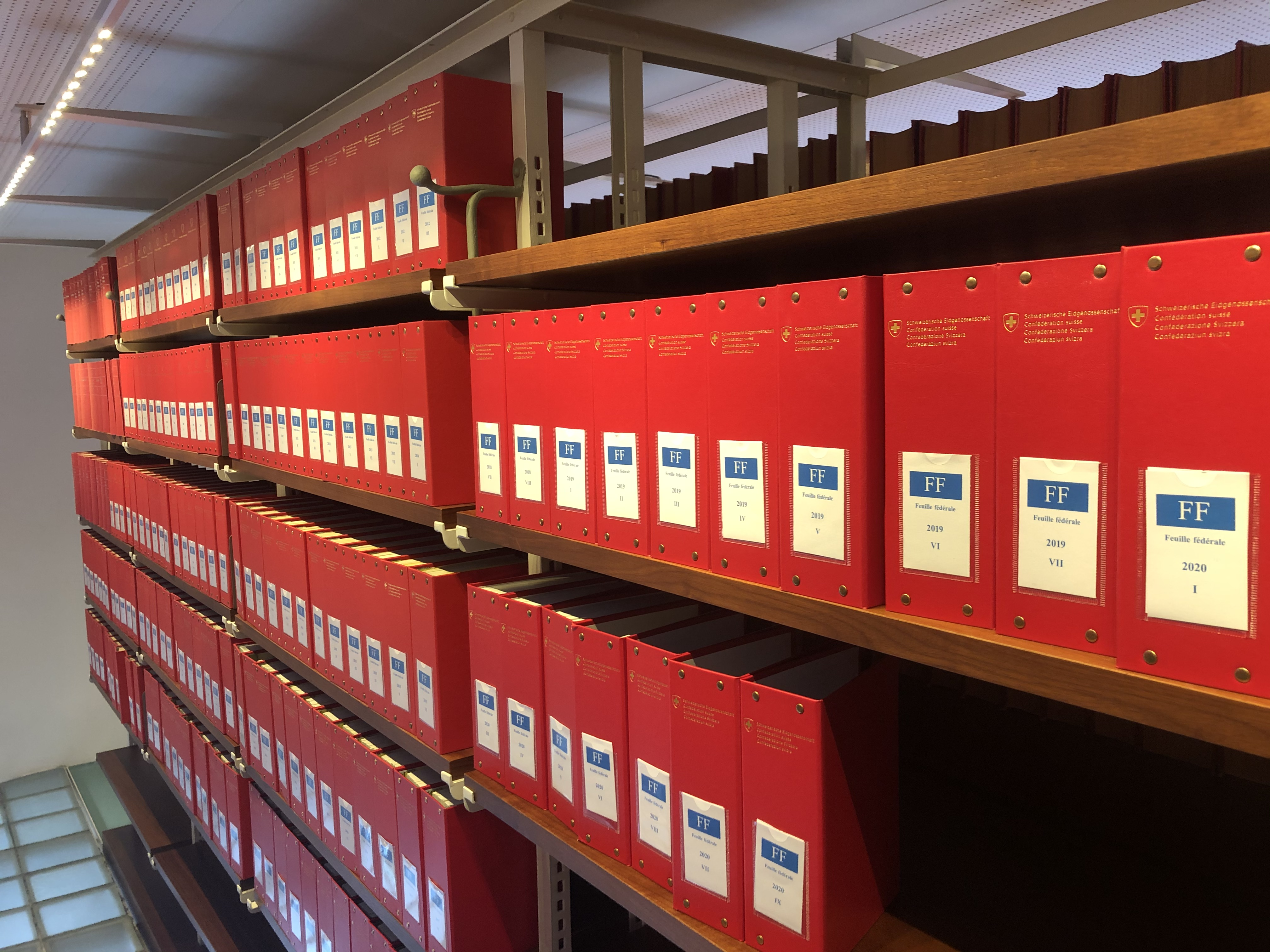
Classeurs contenant la Feuille fédérale à la Bibliothèque du Parlement

En plus de sa version papier et tout comme le Bulletin officiel et le Recueil officiel, la Feuille fédérale est disponible gratuitement sur le site web des Archives fédérales en version électronique. Les différents numéros ont été numérisés en allemand et français dès 1848 et en italien dès 1971. À une demande sur ce sujet faite par le député tessinois Fabio Abate, le Conseil fédéral a indiqué, en 2005, que les moyens mis à disposition pour cette tâche ne permettaient pas de numériser l'entier de la version italienne.
Depuis le 1er janvier 2016, la version électronique prime la version imprimée.